# الكون (كتاب)
الكون هو كتاب علم شعبي صدر عام 1980 من تأليف عالم الفلك والمؤلف الحائز على جائزة بوليتزر كارل ساجان. يستكشف الكتاب المؤلف من 13 فصلًا، تقابله 13 حلقة من مسلسل الكون: رحلة شخصية، والذي تم تطويره بالاشتراك مع الكتاب، التطور المتبادل للعلم والحضارة. كان أحد أهداف ساجان الرئيسية للكتاب والمسلسل التلفزيوني هو شرح الأفكار العلمية المعقدة وتبسيطها لعامة الناس المهتمين بالتعلم. يعتقد ساجان أيضًا أن التلفزيون أحد أهم أدوات التدريس التي تم اختراعها على الإطلاق، لذلك كان يرغب في الاستفادة من فرصته في تعليم العالم بأكمله. بفضل الشعبية الكبيرة التي اكتسبها المسلسل التلفزيوني، ظل كتاب الكون 50 أسبوعًا في قائمة أفضل الكتب مبيعًا للنشر الأسبوعي و70 أسبوعًا في قائمة أفضل الكتب مبيعًا في نيويورك تايمز ليصبح الكتاب العلمي الأكثر مبيعًا على الإطلاق في ذلك الوقت. في عام 1981، حصل على جائزة هوغو لأفضل كتاب غير خيالي. أدى النجاح غير المسبوق للكتاب إلى زيادة كبيرة في ظهور الأدب العلمي. أدى نجاح الكتاب أيضًا إلى إطلاق مسيرة ساجان الأدبية. تتمة فيلم الكون هو نقطة زرقاء باهتة (كتاب) (1994).
صدرت الترجمة العربية للكتاب في أكتوبر 1993 ضمن سلسلة عالم المعرفة بترجمة نافع أيوب لبّس ومراجعة محمد كامل عارف، وفي عام 2013، نُشرت طبعة جديدة من كتاب الكون، مع مقدمة بقلم آن درويان ومقال بقلم نيل دي جراس تايسون.

## ملخص
يحتوي كتاب الكون على 13 فصلاً، يتوافق مع 13 حلقة من مسلسل الكون: رحلة شخصية التلفزيوني. في الإصدار الأصلي، تم توضيح كل فصل بشكل كبير. يغطي الكتاب مجموعة واسعة من الموضوعات، بما في ذلك تأملات ساجان في المسائل الأنثروبولوجية والكونية والبيولوجية والتاريخية والفلكية من العصور القديمة إلى العصور المعاصرة. يكرر ساجان موقفه من الحياة خارج كوكب الأرض - أن حجم الكون يسمح بوجود آلاف الحضارات الغريبة، ولكن لا يوجد دليل لاثبات أن مثل هذه الحياة قد زارت الأرض. يستكشف ساجان 15 مليار سنة من التطور الكوني وتطور العلم والحضارة. يتتبع أصول المعرفة والمنهج العلمي، ويمزج بين العلم والفلسفة، ويتكهن أيضًا بمستقبل العلم. كما يناقش المبادئ الأساسية للعلم من خلال سير ذاتية للعديد من العلماء البارزين، ووضع مساهماتهم في السياق الأوسع لتطور العلوم الحديثة.